# Prix littéraires 2000
Liste des prix littéraires décernés au cours de l'année 2000 :

## Prix internationaux
- Prix Nobel de littérature : Gao Xingjian[1] (France), né en Chine, écrit en mandarin et en français
- Grand prix de littérature du Conseil nordique : Henrik Nordbrandt (Danemark) pour Ponts des rêves[2]
- Grand prix littéraire d'Afrique noire : Boubacar Boris Diop (Sénégal) pour l'ensemble de son œuvre. Mention spéciale : Sokhna Benga (Sénégal) pour La Ballade de Sabador[3]
- Prix littéraire international de Dublin : Nicola Barker (Royaume-Uni) pour Wide Open (Les écorchés vifs)[4]
- Prix Carbet de la Caraïbe et du Tout-Monde : Jacqueline Picard (d)  (France) pour O fugitif
- Prix Casa de las Américas : Ernest Pépin (France) pour L’écran rouge[5]
- Prix Tropiques : Tierno Monénembo (Guinée) pour L'Aîné des orphelins[6]
- Neustadt International Prize for Literature : David Malouf (Australie)[7]

## Allemagne
- Prix Georg-Büchner : Volker Braun[8]
- Prix Friedrich Hölderlin (Bad Homburg) : Marcel Reich-Ranicki

## Belgique
- Prix Victor-Rossel : Laurent de Graeve, pour Le Mauvais Genre

## Canada
- Grand Prix du livre de Montréal : Denis Vanier pour L'Urine des forêts
- Prix Athanase-David : Pierre Morency
- Prix du Gouverneur général :
  - Catégorie « Romans et nouvelles de langue anglaise » : Michael Ondaatje pour Anil's Ghost (Le Fantôme d'Anil)
  - Catégorie « Romans et nouvelles de langue française » : Jean-Marc Dalpé pour Un vent se lève qui éparpille
  - Catégorie « Poésie de langue anglaise » : Don McKay pour Another Gravity
  - Catégorie « Poésie de langue française » : Normand de Bellefeuille pour La Marche de l'aveugle sans son chien
  - Catégorie « Théâtre de langue anglaise » : Timothy Findley pour Elizabeth Rex
  - Catégorie « Théâtre de langue française » : Wajdi Mouawad pour Littoral
  - Catégorie « Études et essais de langue anglaise » : Nega Mezlekia pour Notes from the Hyena's Belly (Dans le ventre d'une hyène)
  - Catégorie « Études et essais de langue française » : Gérard Bouchard pour Genèse des nations et cultures du Nouveau Monde
- Prix Giller : David Adams Richards pour Mercy Among the Children et Michael Ondaatje pour Anil's Ghost (Le Fantôme d'Anil)
- Prix Jean-Hamelin : Louis-Bernard Robitaille pour Le Zoo de Berlin
- Prix Robert-Cliche : Chantal Gevrey pour Immobile au centre de la danse

## Chili
- Prix national de Littérature : Raúl Zurita (1950-)

## Corée du Sud
- Prix de l'Association des poètes coréens : Heo Man-ha pour 비는 수직으로 서서 죽는다
- Prix Daesan
  - Catégorie « Poésie » : Choi Seungho pour Grotesque
  - Catégorie « Roman » : Lee Yun-gi pour 두물머리
  - Catégorie « Critique » : Oh Saeng-keun pour 그리움으로 짓는문학의 집
  - Catégorie « Traduction » : Ko Kwang-dan et Jean-Noël Juttet pour L'Envers de la vie
- Prix Dong-in : Lee Mun-ku pour 내 몸은 너무 오래 서 있거나 걸어왔다
- Prix de littérature contemporaine (Hyundae Munhak)
  - Catégorie « Poésie » : Kim MyungIn pour 그 등나무꽃 그늘 아래
  - Catégorie « Roman » : Kim Insuk pour 개교기념일
  - Catégorie « Critique » : Jeong Gwari pour 유령들의 전쟁」「죽음 옆의 삶, 삶 안의 죽음
- Prix Gongcho : Hi Tan pour 나무토막
- Prix Jeong Ji-yong : Chung Ho-sung pour 하늘의 그물
- Prix Kim Soo-young : Song Chanho pour Neige rouge, Camélia rouge
- Prix Manhae : Oh Se-young, catégorie « Poésie »
- Prix de poésie Sowol : Kim Hyesoon pour Une pauvre machine d'amour
- Prix Woltan : Yoo An-jin pour 봄비 한 주머니
- Prix Yi Sang : Yi In-hwa pour L'étoile du poète

## Danemark
- Prix Hans Christian Andersen : Ana Maria Machado (Brésil)[9]

## Espagne
- Prix Cervantes : Francisco Umbral
- Prix Prince des Asturies : Augusto Monterroso
- Prix Nadal : Lorenzo Silva, pour El alquimista impaciente (es)
- Prix Planeta : Maruja Torres, pour Mientras vivimos
- Prix national des Lettres espagnoles : Martín de Riquer
- Prix national de Narration : Luis Mateo Díez, pour La ruina del cielo
- Prix national de Poésie : Guillermo Carnero (es), pour Verano inglés
- Prix national d'Essai : Javier Echevarría Ezponda, pour Los señores del aire : Telépolis y el Tercer Entorno
- Prix national de Littérature dramatique : Domingo Miras (es), pour Una familia normal ; Gente que prospera
- Prix national de Littérature infantile et juvénile : Emilio Pascual (es) (1948-), pour Días de Reyes Magos
- Prix Adonáis de Poésie : Joaquín Pérez Azaústre (es), pour Una interpretación
- Prix Anagrama : Carlos Monsiváis ( Mexique), pour Aires de familia. Cultura y sociedad en América Latina
- Prix Loewe : Lorenzo Oliván (es), pour Puntos de fuga
- Prix de la nouvelle courte Casino Mieres : Esteban Greciet Aller, pour Mientras fue Verano
- Prix d'honneur des lettres catalanes : Josep Vallverdú i Aixalà (écrivain et pédagogue)
- Prix national de littérature de la Generalitat de Catalogne : Quim Monzó
- Journée des lettres galiciennes : Manuel Murguía
- Prix de la critique Serra d'Or :
  - Joaquim Molas i Batllori (ca), pour Obra crítica, volum II, étude littéraire.
  - Carles Fontserè i Carrió, pour Un exiliat de tercera, biographie/mémoire.
  - Josep Albanell i Tortades (ca), pour Xamfrà de tardor, roman.
  - Josep Navarro Santaeulàlia, pour Bulbs, roman.
  - Bartomeu Fiol i Móra (ca), pour Tot jo és una exageració, recueil de poésie.
  - Josep Maria Fulquet i Vidal (ca) et Pauline Ernest, pour la traduction du recueil de poésie Cartes d'aniversari (Birthday Letters), de Ted Hughes.

## États-Unis
- National Book Award :
  - Catégorie « Fiction » : Susan Sontag pour In America (En Amérique)
  - Catégorie « Essais» : Nathaniel Philbrick pour In the Heart of the Sea: The Tragedy of the Whaleship Essex
  - Catégorie « Poésie » : Lucille Clifton pour Blessing the Boats: New and Selected Poems 1988–2000
- Prix Agatha :
  - Catégorie « Meilleur roman » : Earlene Fowler, pour Mariner's Compass
  - Catégorie « Meilleure nouvelle » :
- Prix Hugo :
  - Prix Hugo du meilleur roman : Au tréfonds du ciel (A Deepness in the Sky) par Vernor Vinge
  - Prix Hugo du meilleur roman court : Les Vents de Marble Arch (The Winds of Marble Arch) par Connie Willis
  - Prix Hugo de la meilleure nouvelle longue : 1016 to 1 par James Patrick Kelly
  - Prix Hugo de la meilleure nouvelle courte : Scherzo avec tyranosaure (Scherzo with Tyrannosaur) par Michael Swanwick
- Prix Locus :
  - Prix Locus du meilleur roman de science-fiction : Cryptonomicon (Cryptonomicon) par Neal Stephenson
  - Prix Locus du meilleur roman de fantasy : Harry Potter et le Prisonnier d'Azkaban (Harry Potter and the Prisoner of Azkaban) par J. K. Rowling
  - Prix Locus du meilleur premier roman : The Silk Code par Paul Levinson
  - Prix Locus du meilleur roman court : Les Orphelins de l'Hélice (Orphans of the Helix) par Dan Simmons
  - Prix Locus de la meilleure nouvelle longue : Gardes-frontières (Border Guards) par Greg Egan et Huddle par Stephen Baxter (ex æquo)
  - Prix Locus de la meilleure nouvelle courte : Meucs (macs) par Terry Bisson
  - Prix Locus du meilleur recueil de nouvelles : Les Martiens (The Martians) par Kim Stanley Robinson
- Prix Nebula :
  - Prix Nebula du meilleur roman : L'Échelle de Darwin (Darwin's Radio) par Greg Bear
  - Prix Nebula du meilleur roman court : Goddesses par Linda Nagata
  - Prix Nebula de la meilleure nouvelle longue : Daddy's World par Walter Jon Williams
  - Prix Nebula de la meilleure nouvelle courte : Meucs (macs) par Terry Bisson
- Prix Pulitzer :
  - Catégorie « Fiction » : Jhumpa Lahiri pour Interpreter of Maladies (L'Interprète des maladies)
  - Catégorie « Biographie et Autobiographie » : Stacy Schiff pour Vera, Mrs. Vladimir Nabokov
  - Catégorie « Essai » : John W. Dower pour Embracing Defeat: Japan in the Wake of World War II
  - Catégorie « Histoire » : David M. Kennedy pour Freedom from Fear: The American People in Depression and War, 1929-1945 (À l'abri de la peur. Le Peuple américain entre la dépression et la guerre)
  - Catégorie « Poésie » : C.K. Williams pour Repair
  - Catégorie « Théâtre » : Donald Margulies pour Dinner with Friends (Dîner entre amis)

## Finlande
- Prix Aleksis-Kivi : non décerné
- Prix Kalevi-Jäntti : Asko Sahlberg pour Pimeän ääni
- Prix Eino-Leino : Sirkka Turkka
- Prix de la littérature de l'État finlandais : Juha Seppälä pour Suuret kertomukset
- Prix littéraire de la ville de Tampere : Johanna Sinisalo pour Ennen päivänlaskua ei voi
- Prix Tollander : George C. Schoolfield
- Prix Rudolf-Koivu : non décerné
- Prix Topelius : Kari Hotakainen pour Näytän hyvältä ilman paitaa
- Prix Mikael-Agricola : Antero Tiusanen
- Médaille Anni-Swan : Jukka Parkkinen pour Suvi Kinos ja elämän eväät
- Prix d'écriture Juhana-Heikki-Erkko : Jani Saxell
- Médaille Kiitos kirjasta : non décerné
- Prix Arvid-Lydecken : Tittamari Marttinen pour Elsan ja Eetun erikoistapaukset
- Prix Kaarle : Juhani Syrjä
- Prix Pehr-Evind-Svinhufvud : Jari Leskinen pour Veljien valtiosalaisuus
- Prix du grand club du livre finlandais : Olli Jalonen, Leena Lehtolainen
- Prix Pirkanmaan-Plättä : Ville Suhonen pour Poika ja ilves
- Prix Väinö Linna : non décerné
- Prix Pääskynen : non décerné
- Prix Atorox : Pasi Jääskeläinen pour Oi niitä aikoja: elämäni kirjastonhoitajattaren kanssa
- Prix Finlandia : Johanna Sinisalo pour Jamais avant le coucher du soleil
- Prix Pikku-Finlandia : Olli Sinivaara (fi) pour Tampere
- Prix Tieto-Finlandia : Anu Kantola (fi) et al. pour Maailman tila ja Suomi
- Prix Lea : non décerné
- Prix Tähtivaeltaja : Suuret apinat par Will Self
- Poeta Finlandiae : Arvo Salo
- Prix de l'ours dansant : Jyrki Kiiskinen pour Kun elän
- Prix littéraire Helsingin-Sanomat : Olli Heikkonen pour Jakutian aurinko
- Prix du livre chrétien de l'année : Leena Pasanen
- Prix Laivakello : Tuula Kallioniemi
- Prix Finlandia Junior : Tomi Kontio pour Keväällä isä sai siivet
- Prix Runeberg : Tuula-Liina Varis pour Maan päällä paikka yksi on
- Prix Vuoden johtolanka : Jari Tervo pour Minun sukuni tarina
- Prix Kaarina-Helakisa : Jukka Itkonen
- Prix Nuori Aleksis : Pentti Saaritsa pour Elävän mieli
- Prix Eeva-Liisa-Manner : Kari Aronpuro

## France
- Prix Goncourt : Ingrid Caven de Jean-Jacques Schuhl
  - Prix Goncourt du premier roman : Sauvageons de Benjamin Berton
  - Prix Goncourt des lycéens : Allah n'est pas obligé d'Ahmadou Kourouma
- Prix Médicis : Diabolus in musica de Yann Apperry
  - Prix Médicis étranger : Le Fantôme d'Anil de Michael Ondaatje (Canada)
  - Prix Médicis essai : Le Zoo des philosophes d'Armelle Le Bras-Chopard
- Prix Femina : Dans ces bras-là de Camille Laurens
  - Prix Femina étranger : Mon frère de Jamaica Kincaid
- Prix Renaudot : Allah n'est pas obligé d'Ahmadou Kourouma
- Prix Interallié : L'Irrésolu de Patrick Poivre d'Arvor
- Grand prix du roman de l'Académie française : Terrasse à Rome de Pascal Quignard
- Grand prix de la francophonie : Giovanni Macchia
- Grand prix de littérature de la SGDL : Les Obsèques prodigieuses d'Abraham Radjec de Frédérick Tristan
- Prix des Deux-Magots : Philippe Hermann pour La Vraie Joie
- Prix du Roman populiste : HLM Philippe Lacoche
- Prix Fénéon : Loin d'eux de Laurent Mauvignier
- Prix France Culture : Nuage rouge de Christian Gailly
- Prix du Livre Inter : Des anges mineurs d'Antoine Volodine
- Prix du Quai des Orfèvres : Pierres de sang d'André Arnaud
- Prix Jean-Monnet de littérature européenne du département de la Charente : Lídia Jorge (Portugal) pour La Couverture du soldat[10]
- Grand prix des lectrices de Elle : Le Problème avec Jane de Catherine Cusset
- Grand prix de l'Imaginaire « Roman » : Le Successeur de pierre de Jean-Michel Truong
- Grand prix de l'Imaginaire « Roman étranger » : Le Septième Fils d'Orson Scott Card
- Grand prix de l'Imaginaire « Nouvelle » : Naufrage mode d'emploi de Fabrice Colin
- Grand prix de l'Imaginaire « Nouvelle étrangère » : Ménage en grand de Jonathan Carroll
- Prix des libraires : L'Offrande sauvage de Jean-Pierre Milovanoff
- Prix Décembre : Camille Anthony Palou
- Prix Rosny aîné « Roman » : Michel Pagel pour L'Équilibre des paradoxes
- Prix Rosny aîné « Nouvelle » : Sylvie Denis pour Dedans, dehors
- Prix de Flore : Mémoire courte de Nicolas Rey
- Prix Hugues-Capet : Le Soleil du Grand Siècle d'Aimé Richardt
- Prix Méditerranée : Les Couleurs de l'infamie d'Albert Cossery
- Prix Richelieu : Bruno de Cessole pour ses articles publiés dans l’hebdomadaire Valeurs actuelles.
- Prix Utopia : Frederik Pohl pour l’ensemble de son œuvre.
- Prix mondial Cino-Del-Duca : Jean Leclant
- Prix RFO du livre : Roland Brival pour Biguine Blues

## Italie
- Prix Strega : Ernesto Ferrero, N. (Einaudi)
- Prix Bagutta : Andrea Zanzotto, Le poesie e prose scelte, (Mondadori) et Mariano Bargellini, Mus utopicus, (Gallino)
- Prix Campiello : Sandro Veronesi, La forza del passato
- Prix Napoli : Melania Mazzucco, Lei così amata (Rizzoli)
- Prix Stresa : Alberto Bevilacqua - La polvere sull'Erba, (Einaudi)
- Prix Viareggio :
  - Giorgio Van Straten, Il mio nome a memoria
  - Sandro Veronesi, La forza del passato

## Monaco
- Prix Prince-Pierre-de-Monaco : Pascal Quignard[11]

## Norvège
- Prix Brage :
  - Catégorie « Fiction pour adultes » : Per Petterson, I kjølvannet
  - Catégorie « Livre pour les enfants et la jeunesse » : Rune Belsvik, Ein naken gut
  - Catégorie « Livre de non-fiction » : Johan Galtung, Johan uten land. På fredsveien gjennom verden
  - Catégorie « Ouverte » : Karin Fossum pour Elskede Poona (Roman criminel)
  - Catégorie « Prix d'honneur » : Eldrid Lunden

## Portugal
- Prix Rafael Bordello Pinheiro : José Carlos Fernandes (1991, 1993 et 1995)

## Royaume-Uni
- Prix Booker : Margaret Atwood pour The Blind Assassin (Le Tueur aveugle)
- Prix James Tait Black :
  - Fiction : Zadie Smith pour White Teeth (Sourires de loup)
  - Biographie : Martin Amis pour Experience (Expérience)
- Orange Prize for Fiction : Linda Grant pour When I Lived in Modern Times
- Prix WH Smith : Melvyn Bragg pour The Soldier's Return
- Prix John-Llewellyn-Rhys : Leadville de Edward Platt
- Médaille Carnegie : Beverley Naidoo pour The Other Side of Truth
- Prix Rose-Mary-Crawshay : 
  - Marina Warner pour No Go the Bogeyman: Scaring, Lulling and Making Mock
  - Joanne Wilkes (en) pour Lord Byron and Madame de Staël: Born for Opposition
- Prix Somerset-Maugham : Sarah Waters pour Affinity

## Russie
- Palmyre du Nord : Aleksandr Volodine, pour le livre Tentative de repentance[12],[13],[14]
- Prix Andreï-Biély : Slava Mogutin
- Prix Booker russe : Mikhaïl Chichkine pour La Prise d'Izmaïl

## Suisse
- Prix Lipp Suisse : Pierre Louis Péclat pour Les Dérives du jars, L'Âge d'Homme
- Grand prix C.F. Ramuz : Anne-Lise Grobéty[15]